# Одынец, Антоний Эдвард
Анто́ний Э́двард Оды́нец (пол. Antoni Edward Odyniec; бел. Анто́н (Анто́ні) Э́двард Адыне́ц; 25 января 1804, село Гейстуны Ошмянского уезда, ныне Ошмянский район в Белоруссии — 15 января 1885, Варшава) — польский поэт, переводчик, мемуарист; друг Адама Мицкевича.

## Биография

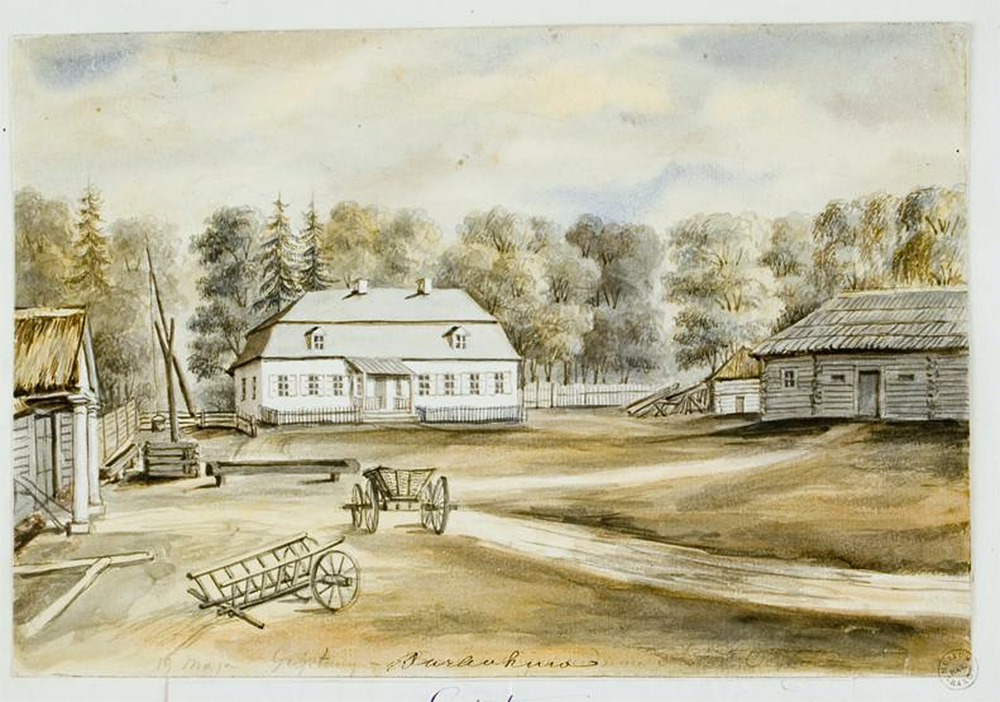
«Собственность поэта А. Э. Одынца. Здесь он родился в 1804 г.» в Гейстуны, рисунок Н. Орды

В 1814—1820 годах учился в школе при базилианском монастыре в местечке Боруны Ошмянского уезда. К этому времени относятся его первые литературные опыты.
В 1820—1823 годах учился на отделении права в Виленском университете, которое окончил со степенью кандидата обоих прав (по другим сведениям, в 1821—1823 годах на факультете «словесности и свободных наук»). Посещал лекции Готфрида Эрнста Гроддека и Леона Боровского, ставшего его наставником в литературе. Бывал у Саломеи Бекю, матери Юлиуша Словацкого, и Иоахима Лелевеля, подружился с Александром Ходзько.
С 1821 года состоял в тайном студенческом обществе филаретов. Арестованный вместе с другими филоматами и филаретами, во время следствия пребывал в заключении (1823—1824). В 1825—1829 годах жил в Варшаве. В 1825—1826 годах издал два тома своих стихотворений („Poezye“), выпустил в Варшаве альманах „Melitele“ (1829).
В мае 1829 годах провёл несколько недель с Адамом Мицкевичем в Санкт-Петербурге, составив вместе с ним план путешествия за границу. Вернувшись в Варшаву, через Вроцлав и Дрезден выехал в Карлсбад, гле встретился с Мицкевичем и затем вместе с ним путешествовал по Западной Европе (Германия, Италия, Швейцария).
В 1831—1837 годах жил в Дрездене. Вернувшись в 1837 году на родину, поселился сначала в Гейстунах, затем в Вильне, где взялся за редактирование «Всеобщей энциклопедии» („Encyklopedya powszechna“, 1836—1840) К. Т. Глюксберга. В Вильне в 1840—1859 годах был редактором газеты на русском и польском языках «Виленский вестник = Kurier Wileński».
С 1866 годах жил в Варшаве, в течение года редактировал газету „Kurier Warszawski“. Публиковал в периодической печати путевые очерки и воспоминания „Listy z podróży“ (1867—1878) и „Wspomnienia z przeszłości opowiadane Deotymie“ (1879—1883).
В 1901 году в костёле Святых Иоаннов в Вильне был поставлен памятник Одынцу.

## Творчество

Автограф

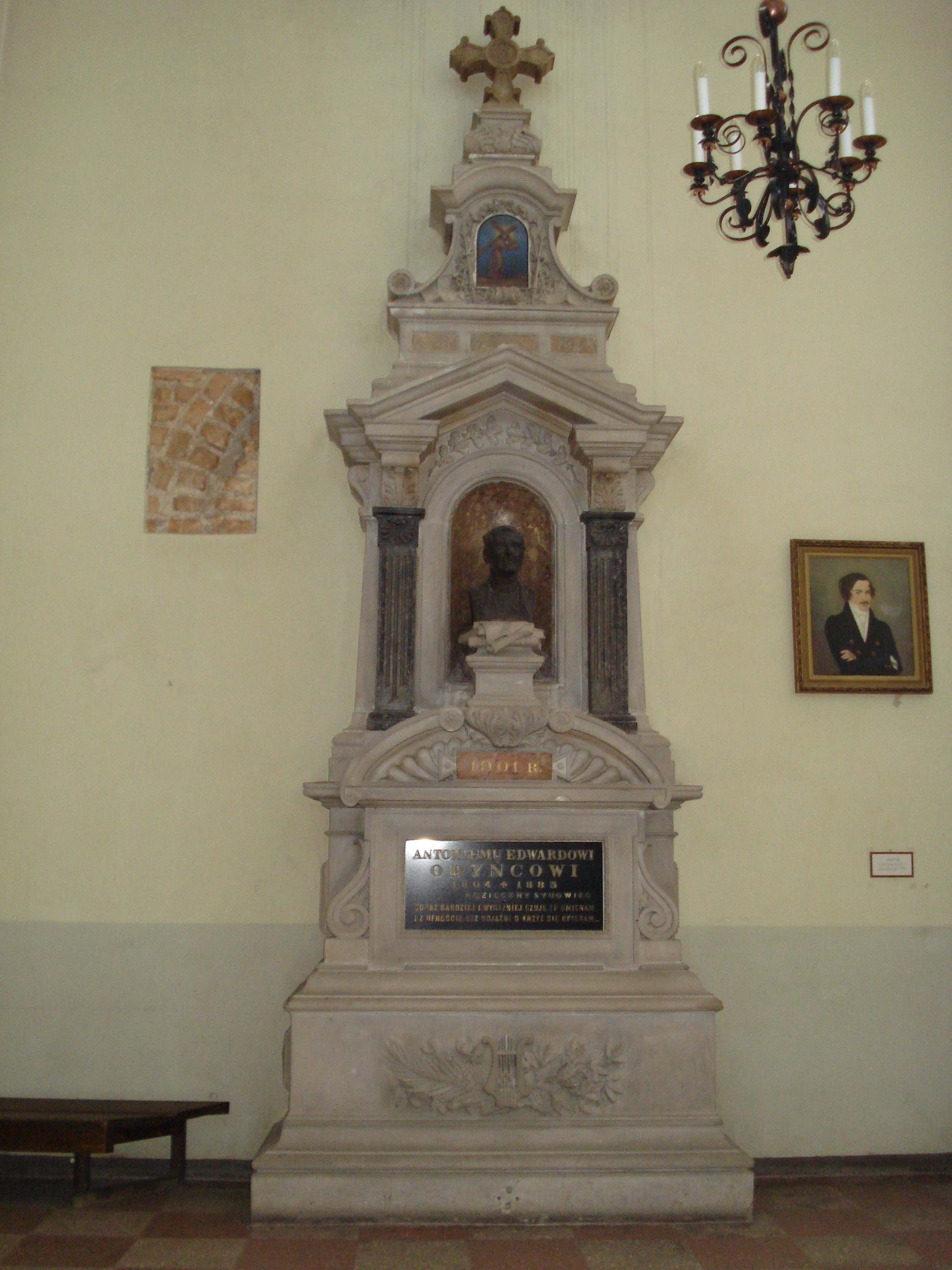
Памятник в костёле Святых Иоаннов (Вильнюс)

В поэзии подражал Мицкевичу, особенно в балладах, и английским и немецким романтикам. Помимо стихотворений, писал драмы; автор исторических драм „Izora“ (1829), „Felicyta, czyli męczennicy kartagińscy“ (1849), „Barbara Radziwiłłówna“ (1858, о Варваре Радзивилл), баллад «Пленница», «Зачарованный замок» (баллада о прилукском дворце. В ней рассказывалось о девушке-служанке, которую похоронили живой. Так это или нет, неизвестно, по крайней мере, никаких таких находок обнаружено не было).
Составитель и издатель альманаха романтической поэзии „Melitele“ (Варшава, 1829—1830; второй том издал Стефан Витвицкий с материалами, собранными Одынцем). Переводил стихи А. С. Пушкина, П. В. Кукольника, Байрона, Томаса Мура, Бюргера, Вальтера Скотта.
Станислав Монюшко на стихи Одынца написал несколько песен, включённых в сборники „Śpiewnik domowy“.